# 809 TCN
809 TCN là một năm trong lịch La Mã.